# Shane Cansdell-Sheriff
Shane Lewis Cansdell-Sherriff (10 de novembro de 1982) é um futebolista profissional australiano que atua como defensor.

## Carreira
Shane Cansdell-Sheriff representou a Seleção Australiana de Futebol, nas Olimpíadas de 2004. 